# Diary of Dreams
Diary of Dreams — німецький музичний гурт, що працює в таких жанрах, як сінті-готика, дарквейв і готик-рок. Соліст і засновник гурту Адріан Гейтс написав і спродюсував майже всі альбоми самостійно з мінімальною допомогою від інших учасників гурту, які більше є «концертними», ніж «студійними» музикантами.

## Історія
Diary of Dreams був задуманий як сольний проєкт бас-гітариста культового готик-метал гурту «Garden of Delight» Адріана Хейтса (Adrian Hates).
Адріан вирішив створити сольний проєкт, але через зайнятість у Garden of Delight, перший альбом проєкту — «Cholymelan», з'явився лише у 1994 році на лейблі Dion Fortune. Альбом отримав доволі високі оцінки зі сторони преси та аудиторії. У той час Diary of Dreams складався з двох учасників — Адріана Хейтса та гітариста Алістера Кейна (Alistair Kane).
Підбадьорений успіхом першого альбому, Адріан відкриває свій власний лейбл Accession Records, на якому згодом випускає всі альбоми свого гурту, а також підписує інші гурти електронної спрямованості. Другий альбом гурту End of Flowers, випущений в 1996 році, розширює дарквейв — звучання першого. Bird Without Wings вийшов рік потому, а Psychoma? з більш експериментальним звучанням вийшов в 1998 році. В цьому ж році в гурт прийшли двоє нових учасників Олаф Шанінг і Крістіан Бергхофф.

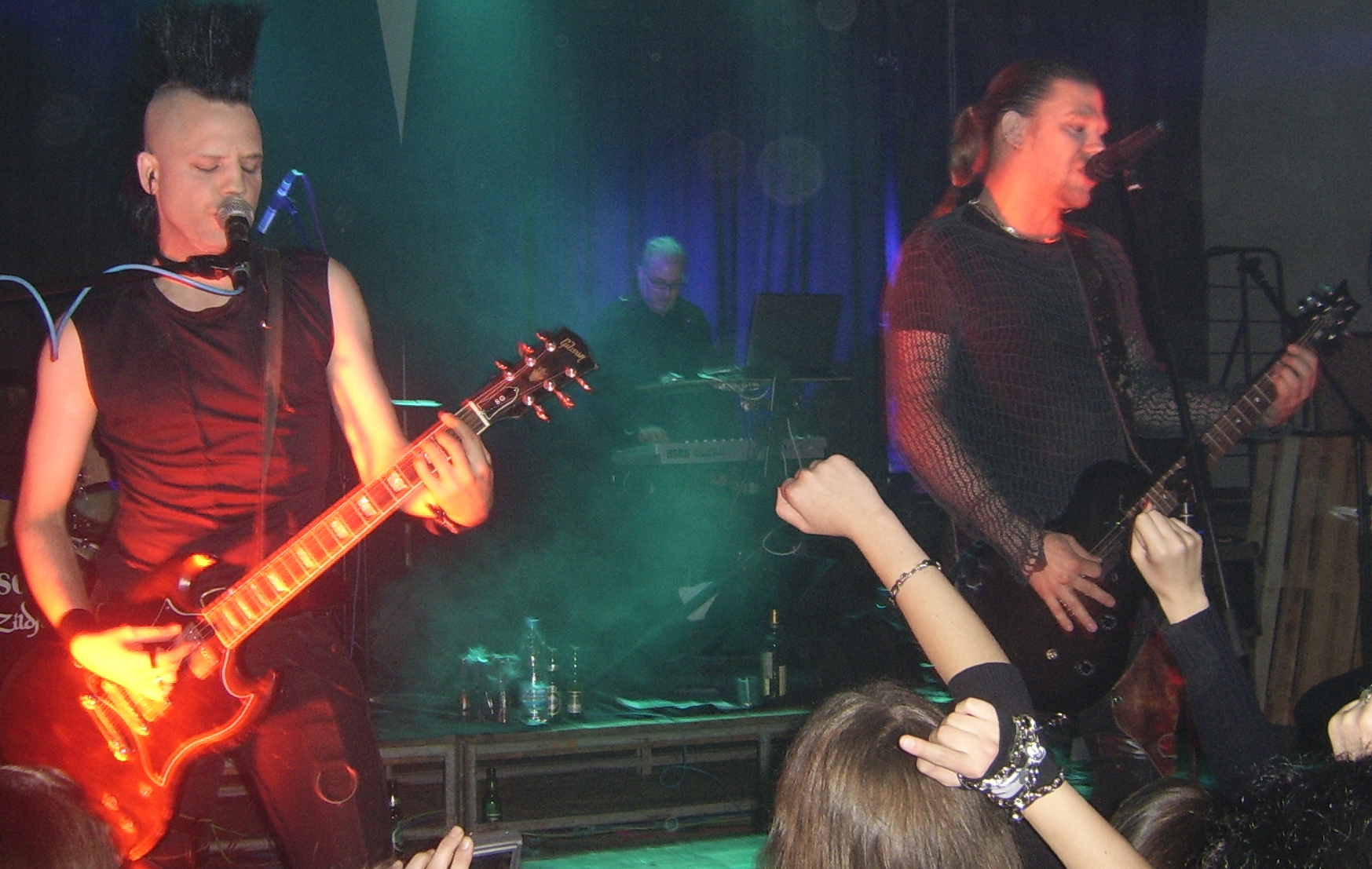
Виступ Diary of Dreams 25 жовтня 2008 року в Софії

Перша ознака зміцнення гурту на музичному ринку стався в 1999 році, коли вийшов альбом Moments of Bloom, що містить в основному оновлені композиції з попередніх альбомів, а також перевидання Cholymelan з 4 новими треками. Також цей рік ознаменувався приходом в гурт нині основного студійного клавішника гурту Торбен Вендта (соліста гуртуDiorama), який не завжди присутній на концертах через сольну діяльність. Гейтс починає активно займатися справами лейблу «Accession Records»: підписано контракти з гуртами «Haujobb», «Assemblage 23», «Claire Voyant». Також Адріан продюсував дебютний альбом гурту «Diorama» — «Pale» (альбом теж випустив «Accession Records»).
У 2000-му виходить нова робота «One of 18 Angels». Платівка багата саме на клубні бойовики: Butterfly: Dance!, Chemicals, No-body left to blame. Гурт тривало гастролює: концерти відбувалися як у клубах, так і на великих фестивалях, на кшталт «Orcus Fest» чи «Wave-Gotik-Treffen».
У листопаді 2001 з'явився сингл «O'Brother Sleep». Композицію представлену на ньому можна охарактеризувати як EBM. Сингл очолив Німецький альтернативний чарт DAC. У березні наступного року вийшов наступний сингл «Amok» він став ще успішнішим ніж попередник: пісня стала своєрідною візитною карткою DoD. Врешті решт на початку літа 2002 виходить альбом «Freak perfume»,
Попередні два альбоми, а також EP Panik Manifesto (2003) — характеризуються більш електронним звучанням, зробили гурт фаворитом танцполів і стали її візитними картками. Також у 2003 році вийшла збірка реміксів і раніше невиданих треків Dream Collector. Наприкінці 2002 року як основний гітарист до гурту приєднався Gaun: A (перший спільний виступ з ним відбулося 3 листопада 2002 року в Москві на фестивалі Edge of the Night).

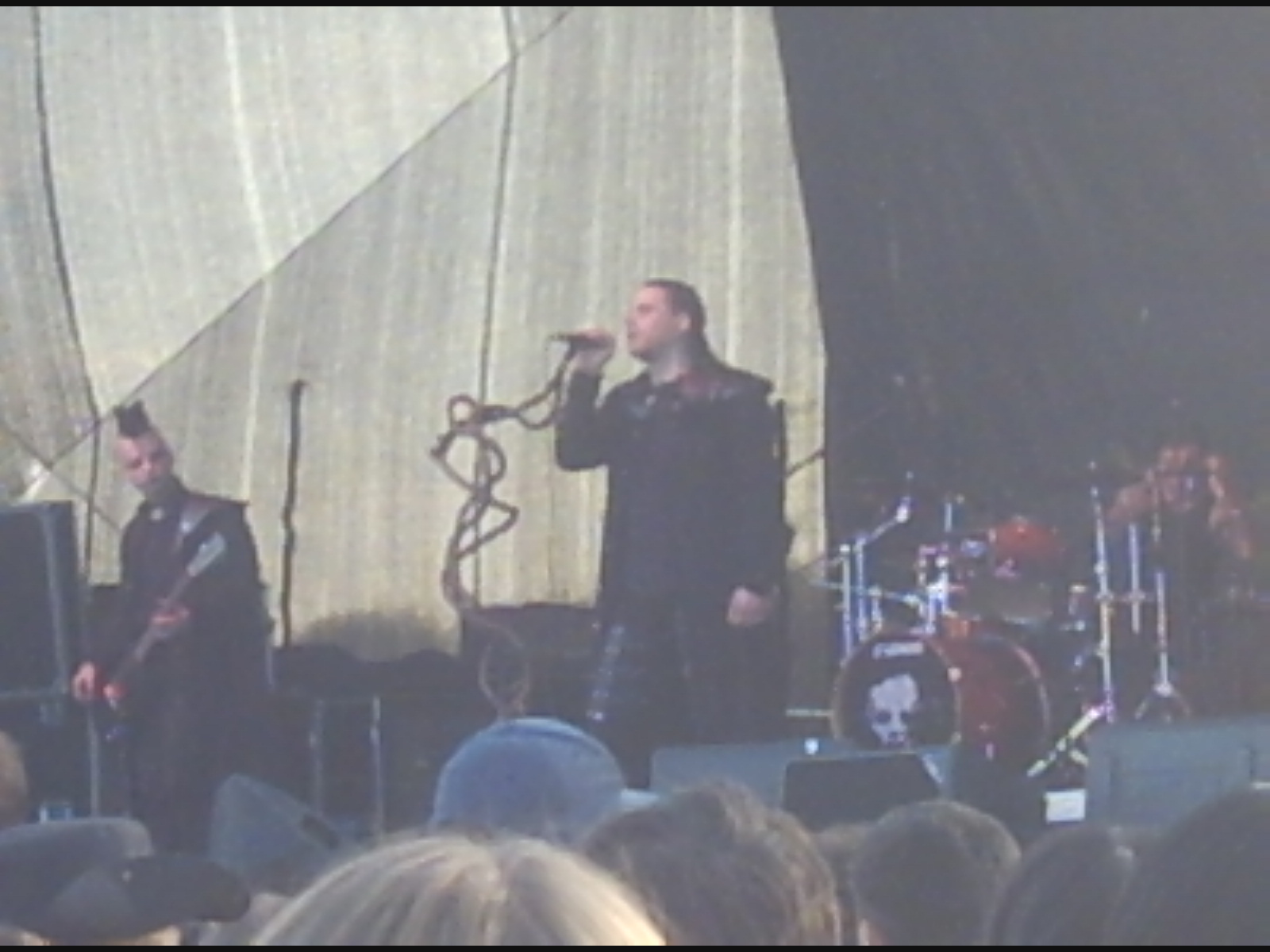
Виступ 3 травня 2008 року на «Hexentanz Festival»

Наступний альбом гурту Nigredo (концептуальний альбом, заснований на придуманій гуртом міфології, факти якої музиканти відшукували в древніх легендах), зробив невеликий крок назад до ледь помітних концепцій перших альбомів, але зберіг нове, більш електронно-танцювальне звучання останніх альбомів. Новий EP / міні-альбом Menschfeind продовжив цю концепцію з ще більш електронним звучанням. Живі записи з туру в підтримку цих альбомів були пізніше викладені на альбомі ALive і DVD Nine in Numbers. Саме з цього туру основним барабанщиком гурту став D.N.S.
Nekrolog 43 був випущений у 2007 році і став розширеним продовженням міфологічної концепції попереднього. Альбом був натхненний німецьким експресіонізмом початку XX століття і його ідеями «краси каліцтва». За словами Хейтс, «Некролог — це підсумовування, резюме пройденого». Nekrolog 43  може розглядатися як в особистому аспекті, так і в музичному: цей диск вінчає попередню главу творчості Diary Of Dreams, в яку також входятьNigredo і MenschFeind.
Дев'ятий альбом гурту (if)  (з бонус-диском G (if) t) більше не підтримує міфологічну концепцію останніх робіт, а є дуже особистим альбомом, заснованим на глибоких емоційних потрясінь соліста гурту. Альбом вийшов в п'ятницю 13 березня 2009 року. На заголовну пісню альбому «The Wedding» був знятий перший в історії гурту відеокліп. 9 жовтня 2009 вийшов сингл і кліп на пісню «King of Nowhere».
У 2011 році вийшов новий альбом Diary of Dreams під назвою Ego:X. Для запису альбому були запрошені: учасниця проєкту (і хору) Gregorian Амелія Брайтман, сестра Сари Брайтман і відомий німецький актор дубляжу Мартін Кесслер, чий голос став голосом ліричного героя.
24 вересня 2011 року гурт виступив в Києві на українському готичному фестивалі «Діти Ночі: Чорна Рада».

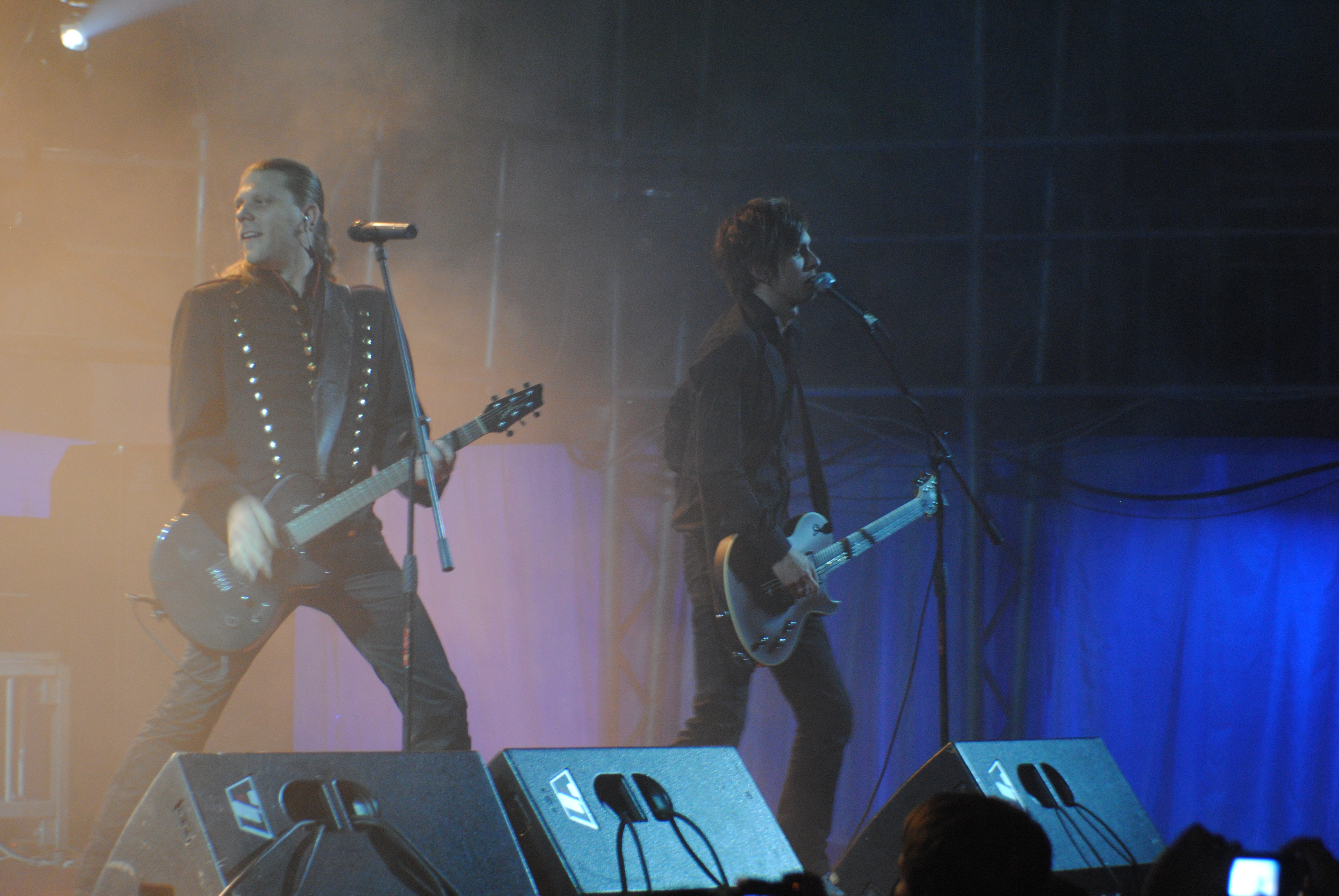
Diary of Dreams на фестивалі "Діти ночі" (2011)

## Дискографія
| - 1994: Cholymelan - 1996: End of Flowers - 1997: Bird Without Wings - 1998: Psychoma? - 2000: One of 18 Angels - 2002: Freak Perfume - 2003: PaniK Manifesto - 2004: Nigredo - 2005: MenschFeind - 2007: Nekrolog 43 - 2009: (if) - 2011: Ego:X - 2012: The Anatomy Of Silence - 2014: Elegies In Darkness - 2015: Grau im Licht - 2006: Nine In Numbers | - 2001 O'Brother Sleep - 2002 Amok - 2004 Giftraum - 2007 The Plague - 2009 King Of Nowhere - 2011 Echo in Me - 1999 Moments of Bloom - 1999 Cholymelan (перевидання) - 2002 PaniK Manifesto (міні-альбом) - 2003 Dream Collector - 2005 Alive (концертний альбом) - 2005 MenschFeind (міні-альбом) - 2010 A Collection Of… - 2012 Dream Collector II - 2016: reLive (концертний альбом) |